# II. Henrik brabanti herceg
II. Brabanti vagy Harcos Henrik (1207 – 1248. február 1.) középkori nemesúr, 1235-től Brabant és Lothier hercege.

## Élete
1207-ben született, apja I. Henrik brabanti herceg, anyja Flamand Matilda boulogne-i grófnő (1170 – 1210. október 16.), I. Mátyás boulogne-i gróf és Marie de Blois lánya.
1235-ben, apja halála után kapta meg a Brabant hercege címet. 1247-ben Raspe Henrik német ellenkirály halála után unokaöccsét, II. Vilmos holland grófot jelölte a német királyi trónra, miután saját maga visszautasította a felkérést.
Nem sokkal ezután, 1248 januárjában vagy februárjában meghalt, örököse első házasságából származó fia, Henrik lett.

## Családja
Első felesége Hohenstaufen Mária (1199–1235), Fülöp német király valamint sváb herceg és felesége, Bizánci Mária (eredeti neve Eiréné Angelina) lánya. A házasságot valamikor 1215 előtt kötötték. Összesen hat gyermekük született:
- Matilda (1224–1288),[6][7] első férje (1237) Robert d’Artois, VIII. Lajos francia király fia, második férje (1254 előtt) Guy de Châtillon, Saint-Pol grófja.
- Beatrix (1225–1288),[6] első férje (1241) Raspe Henrik, Türingia grófja és német ellenkirály (? – 1247), második férje (1247. november, Leuven) II. Vilmos flamand gróf (1224–1251).
- Henrik (? – 1261, Leuven),[8] 1233-tól Aachenben prépost, majd 1248 után III. Henrik néven brabanti herceg.
- Mária (? – 1256),[6][9] 1247-ben feltehetően eljegyezték Eduárd angol herceggel, III. Henrik angol király fiával. Házasságra azonban nem került sor és 1254-ben feleségül ment II. Kövér Lajos bajor herceghez (1229–1294), aki 1256-ban, feltehetően hűtlensége miatt, Donauwörth-ben börtönbe záratta, majd lefejeztette.[10][11][12]
- Margit (? – 1277),[6][13] a val-duc-i zárda apácája 1235-től, vezetője 1273-tól.
- Fülöp (? – ?), a Genealogia Ducum Brabantiæ Heredum Franciæ krónika szerint Henrik és Mária legkisebb fia, aki csecsemőkorában meghalt.[14]

Második felesége Türingiai Zsófia (1224–1275), IV. Lajos türingiai tartománygróf és Árpád-házi Szent Erzsébet lánya. Házasságukból két gyermek született:
- Erzsébet (1243–1261),[16][17] 1254-ben feleségül ment I. Alberthez, Braunschweig hercegéhez (1236–1279).
- Henrik (1244–1308),[17] anyja révén 1264 után Hessen ura, majd Türingia tartományi grófja.

## Fordítás
- Ez a szócikk részben vagy egészben  a   Henry II, Duke of Brabant című angol Wikipédia-szócikk fordításán alapul.  Az eredeti cikk szerkesztőit annak laptörténete sorolja fel. Ez a jelzés csupán a megfogalmazás eredetét és a szerzői jogokat jelzi, nem szolgál a cikkben szereplő információk forrásmegjelöléseként.